# Humorosaurus Rex
Humorosaurus Rex is het 73ste album in de reeks de avonturen van Urbanus.

## Verhaal
Op de planeet Fluitek Esnok is er grote "humornood". Op het boerenhumorfestival halen ze Cesar en Eufrazie en maken Eufrazie  zwanger van een "het": een EI! Als het ei uitkomt, komt er een Fluitek Esnokker uit. Eufrazie noemt hem Eierkopke. Nu moet Urbanus hem moppen leren die Eierkopke kan vertellen op de planeet Fluitek Esnok. Kortom, Urbanus moet er een HUMOROSAURUS REX VAN MAKEN!